# Chalmeca
Chalmeca är en ort i Honduras.   Den ligger i departementet Departamento de Copán, i den västra delen av landet, 190 km nordväst om huvudstaden Tegucigalpa. Chalmeca ligger 485 meter över havet och antalet invånare är 2 008.
Terrängen runt Chalmeca är kuperad. Runt Chalmeca är det ganska tätbefolkat, med 100 invånare per kvadratkilometer. Närmaste större samhälle är La Entrada, 7,7 km sydväst om Chalmeca.  